# Waaghaus (Winterthur)
Das Waaghaus ist ein gotischer Profanbau in der Winterthurer Altstadt. Im Waaghaus befinden sich heute die Kunsthalle Winterthur, ein Figurentheater und ein Lebensmittelgeschäft. Das Waaghaus wird vom Bund in der Liste der Kulturgüter von nationaler Bedeutung aufgeführt.

## Geschichte
Das Waaghaus wurde 1503 anstelle von zwei abgebrannten Bürgerhäusern aufgebaut. Die Halle im Erdgeschoss diente danach als Kaufhaus und enthielt die Waage, bei der Waren gewogen und verzollt wurden – daher auch der Name des Hauses. In den oberen Stockwerken fanden öffentliche Anlässe und ab 1531 auch Theatervorstellungen statt. Um 1590 kamen die Holzschnitzereien in den Obergeschossen dazu. Während des Umbaus des Rathauses 1782–84 war auch die Stadtbibliothek während drei Jahren im Waaghaus untergebracht.
Als der Warenverkehr mit der aufkommenden Eisenbahn auf die Schiene verlagert wurde, verlor die Waage ihre Bedeutung und wurde infolge vom damaligen Stadtbaumeister Karl Wilhelm Bareiss 1863–1864 umgebaut. Danach waren im ehemaligen Waaghaus die Feuerwehr, das Musikkollegium und die Sammlung des Kunstvereins Winterthur im Gebäude untergebracht. Nachdem diese Nutzer im 20. Jahrhundert wieder auszogen waren, wurde das Waaghaus für verschiedenste Zwecke genutzt, so gab es im Erdgeschoss eine grosse Lesehalle mit Ausgabebibliothek.
1928 erhielt die Fassade des Waaghauses ihren roten Anstrich. Die Ausstellungsräumlichkeiten im Obergeschoss wurden 1916 geschlossen und 1971 wieder eröffnet. Zur selben Zeit zog auch das Marionettentheater, jetzt Figurentheater Winterthur, ins Waaghaus ein. 1978/1979 wurde das Waaghaus einer Renovation und Restauration unterzogen. Mit der Wiedereröffnung wurden die Ausstellungsräumlichkeiten offiziell dem neuen Trägerverein der Kunsthalle Winterthur übergeben. Heute befindet sich neben der Kunsthalle und dem Theater ein Lebensmittelgeschäft im Erdgeschoss.